# Малколм Гладуелл
Малкольм Гладуелл (англ. Malcolm Gladwell; 3 вересня 1963, Гемпшир) — канадський журналіст, поп-соціолог. З 1987 по 1996 рік працював журналістом у Washington Post, очолював нью-йоркське бюро газети. З 1996 року є штатним автором журналу The New Yorker. Здобув популярність завдяки своїм книгам «Переломний момент» (англ. The Tipping Point, 2000), «Спалах» (англ. Blink, 2005), «Генії і аутсайдери» (англ. Outliers: The Story of Success, 2008) і «Що бачила собака» (англ. What the Dog Saw: And Other Adventures, 2009).
Книги і статті Малкольма Гладуелла часто стосуються несподіваних наслідків досліджень у соціальних науках і знаходять широке застосування у науковій роботі, зокрема у галузях соціології, психології і соціальній психології. Деякі з його книг займали перші рядки в списку бестселерів газети The New York Times. У 2005 році журнал Time назвав Гладуелл одним з 100 найбільш впливових людей. У 2007 році письменник отримав першу премію Американської Соціологічної асоціації за видатні досягнення за звітами в соціальних питаннях. У 2007 році він також отримав почесний ступінь доктора філології Університету Ватерлоо.

## Ранні роки
Малкольм Гладуелл народився в місті Фархем (Хемпшир, Велика Британія). Його батько Грехем Гладуелл, англієць, почесний професор Університету Ватерлоо (Онтаріо, Канада), а мати Джойс має ямайські коріння і працює психотерапевтом. У 1969 році вона опублікувала книгу «Коричневе обличчя, великий пан» (англ. Brown Face, Big Master). За визнанням Малкольма Гладуелла, саме мати стала для нього прикладом для наслідування.
У віці шести років сім'я Гладуелл перебралася з Великої Британії в Канаду. У школі Малкольм демонстрував успіхи в спорті, бігу на середні дистанції. У 1978 році він став переможцем чемпіонату, який проводився серед шкіл Онтаріо. Навесні 1982 року він вступив стажистом в Національний центр журналістики в Вашингтоні. У 1984 році отримав диплом історика у Коледжі Трійці при Університеті Торонто.

## Кар'єра
Малькольм Гладуелл почав свою кар'єру журналістом у щомісячному виданні The American Spectator. Пізніше писав для журналу Insight on the News, виданні Церкви Об'єднання, заснованої Мун Сон Меном.
У 1987 році він прийшов працювати в газету Washington Post. Згодом очолив нью-йоркське бюро газети, де пропрацював до 1996 року. Станом на 2017 рік є штатним автором журналу The New Yorker.
Його книги «Переломний момент» і «Спалах» стали міжнародними бестселерами. Гладуелл отримав $1 млн за «Переломний момент» — тільки в США було продано більше двох мільйонів екземплярів книги. Книга «Спалах» також великим тиражем розійшлася. Його третя книга «Генії і аутсайдери» побачила світ 18 листопада 2008 року. Його остання книга «Що бачила собака» вийшла 20 жовтня 2009 року, у ній були зібрані його найкращі статті, які він написав як автор журналу The New Yorker.

## Рецензії на книги
Авторитетне ділове видання Fortune назвало «Переломний момент» «чарівною книгою, яка змушує поглянути на світ з абсолютно іншої сторони», а San Francisco Chronicle назвало її «одним з найбільш очікуваних документальних творів». The Daily Telegraph назвав її «незвичайним дослідженням такого малозрозумілого феномену як соціальна епідемія». Стівен Пінкер пише, що Гладуелл є письменником «надзвичайно обдарованим… Він уникає заїжджених тем, простого моралізування і звичайних істин, заохочуючи своїх читачів думати знову і думати по-іншому. Його проза є відвертою, доповнено зрозумілими поясненнями і дає відчуття того, що ми розмовляємо з експертами».
Рецензуючи «Спалах», газета Baltimore Sun назвала Гладуелла «найбільш оригінальним американським журналістом з часів молодого Тома Вульфа». Фархад Ванью у виданні Salon описав книгу як «справжнє задоволення. У кращих традиціях Гладуелл „Спалах“ до країв наповнений дивовижними відкриттями, що стосуються нашого світу і нас самих».
The Economist назвав "Геніїв " і « аутсайдерів» «захоплюючим читанням з важливим посилом». Девід Леонхардт написав у книжковому огляді для The New York Times: «У безкрайньому світі документальної літератури Малкольм Гладуелл — видатний талант, який існує сьогодні», а «Генії і аутсайдери» «змушують розмірковувати над винахідливими теоріями протягом днів після прочитання».
Baltimore Sun стверджує, що збірник «Що бачила собака» «робить те, що він уміє робити найкраще — знаходити точки перетину науки і суспільства, щоб пояснити, як ми потрапили туди, де ми зараз знаходимося». Іен Семпл написав Guardian: «Книга збирає воєдино фрагменти, з яких складається блискуче свідоцтво мистецтва Гладуелла. Там є глибина його досліджень і ясність його аргументів, але широкий спектр тем, до яких він звертається, по-справжньому вражає».
Критики Гладуелла зазвичай роблять акцент на тому, що він є журналістом, а його роботи не відповідають високим стандартам академічної літератури. Наприклад, його звинувачують у використанні логічних трюків і когнітивної упередженості. Критики вважають, що його методи вибору прикладів призводять до необачних узагальнень і порушення причинно-наслідкового зв'язку між подіями. В одній з рецензій на книгу «Генії і аутсайдери» Гладуелла звинуватили у насадженні «расистської псевдонауки» та використання окремих прикладів для поспішних узагальнень щодо раси і класового статусу, а в іншій, опублікованій у виданні The New Republic, останню її главу назвали «непроникною для всіх форм критичного мислення». Гладуелла також критикують за використання випадкових розрізнених фактів і загальному недоліку точності в його підході.
Морін Ткачик і Стівен Пінкер ставлять під сумнів цілісність підходу Гладуелла. Навіть віддаючи належне письменницькому таланту автора, Пінкер описує своє ставлення до Гладуелла як до «генію другого плану, який ненавмисно демонструє небезпеки статистичної аргументації» і звинувачує його в «виборі кращих історій, казуальної софістики і помилкової дихотомії». Пінкер дорікає письменника в нестачі експертизи: «Коли освіта письменника щодо предмета полягає в тому, що він інтерв'ює експертів, він буде схильний робити узагальнення, які є банальними, тупими або фальшивими».
The Independent дорікає Гладуелла у викладі «очевидних» відкриттів. The Register звинувачує Гладуелла в слабкій аргументації і стверджує, що він «гидує фактами» і «зробив кар'єру завдяки тому, що вручає прості і порожні істини людям, огортаючи їх у барвисті обороти і імпрессіоністськи додаючи науковий метод».